# Kōdō
El kōdō és l'art de valorar els perfums, lligat a la cerimònia de l'encens a la cultura japonesa, on els participants aspiren l'olor de varetes de fusta perfumades mentre cremen i modifiquen l'ambient d'una sala. El terme és un mot compost de "ko" (fragància) i "do" (experiència). Les regles per dur a terme els rituals associats estan fortament codificades des de finals de l'edat mitjana. Es poden celebrar concursos on els especialistes creen aromes i els jutges decideixen quina vareta o combinació de varetes exhala millor olor i qui ha executat amb més elegància els rituals per cremar-les. També s'estableix una competició entre els participants, asseguts en quadrat, perquè han d'endevinar els ingredients del perfum abans de classificar-lo.
L'origen d'aquest art es lliga amb les cerimònies d'adoració budistes i amb els arts tradicionals japonesos, en els quals intervenen tots els sentits per generar bellesa i harmonia. Els samurais aspiraven encens com a part dels rituals de purificació abans d'emprendre una batalla i els cortesans imperials sovint feien importar fustes aromàtiques per donar un toc de distinció a les seves sales privades. Durant el Període Heian fins i tot s'usaven per fumar robes i vanos, de manera que l'aroma acompanyés a la persona quan sortia de les seves habitacions. Totes aquestes arrels es van anar combinant per crear una cerimònia específica, on els convidats aspiren entre una i quatre vegades l'olor d'un encenser especialment preparat que després passen al company de la dreta. Les primeres mencions a la cerimònia completa daten del segle xvi i es combinen amb relats sobre la cerimònia del te i l'ikebana, els altres dos components de la tríada d'arts nipones tradicionals.

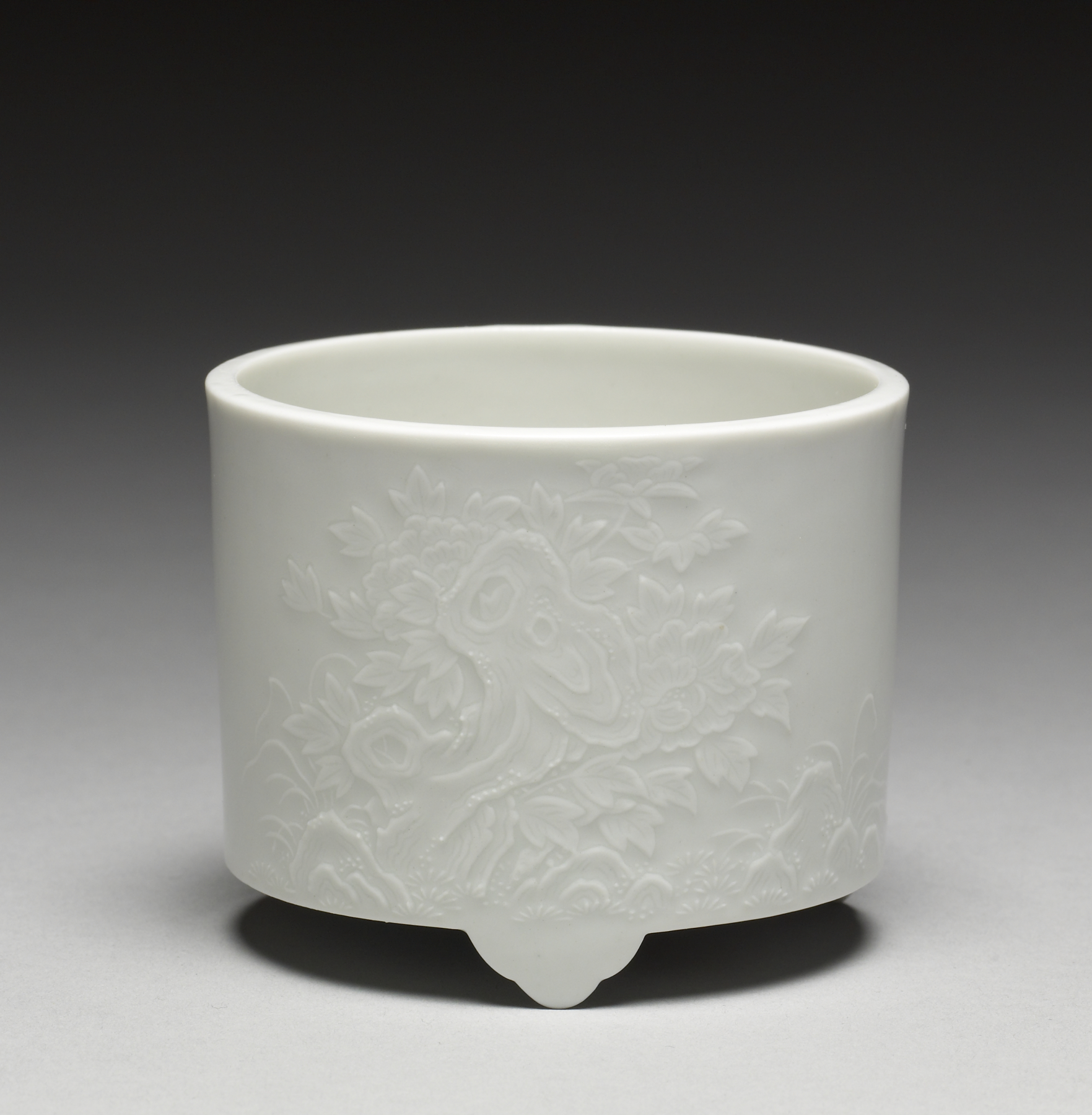
Encenser decorat

Existeixen sis tipus d'encens tradicional, que es barregen amb altres ingredients. Cada encens prové d'un país diferent i s'associa a una sensació olfactiva única per assegurar la màxima diversitat en l'experiència dels participants. El kyara prové del Vietnam i té una essència amarga. El rakoku, provinent de Tailàndia, es basa en la dolçor que deixa al nas i la boca. L'encens manaka vé de Malaca i és el més suau. El manaban, de Malabar, manté l'essència salada associada a la seva proximitat al mar. El sasora és indi i deixa un regust picant. Per acabar el susotara, d'Indonèsia, es lliga a olors agres.
El kōdō té deu virtuts associades: aguditza els sentits fent-los més receptius al matís, purifica el cos i la ment, elimina les substàncies contaminants de l'organisme que poden causar malalties, estimula l'ànim, funciona com a antídot per a la solitud, tranquil·litza l'ànima dels qui oloren les fragàncies, és agradable, es concentra fins i tot en petites dosis, perdura al llarg del temps i augmenta la concentració. Malgrat el seu prestigi entre els japonesos, és un art que està declinant, especialment per l'alt preu de les fustes a causa de la desforestació moderna.